# Dorte Vernerová
Dorte Vernerová (nepřechýleně Dorte Verner; * 1963) je dánská ekonomka a fotografka. Zkoumá a analyzuje problémy s potravinami v Africe, Latinské Americe a dalších regionech a navrhuje řešení. Působí také jako fotografka, vyhrála Grand Prize and Excellence Award na International Photography Awards.

## Životopis a osobnost
Narodila se v roce 1963 v Dánsku, získala doktorát z makroekonomie a ekonometrie na European Graduate School v Itálii a magisterský titul na Aarhuské univerzitě v Dánsku . Pracovala v Rozvojovém centru Organizace pro hospodářskou spolupráci a rozvoj. Působila také jako vědecká pracovnice na Univerzitě Panthéon-Sorbonne v Paříži ve Francii a na EPMA .
V roce 1995 nastoupila do Světové banky ve Washingtonu D.C. a stala se hlavní ekonomkou pro zemědělství a potraviny v rámci Globální praxe pro zemědělství a potraviny. Provádí výzkumné a analytické práce a poskytuje financování projektů v Africe, na Středním východě a v Latinské Americe  .
Pracuje také jako fotografka a používá značku Nikon. Jako svého oblíbeného fotografa uvádí brazilského fotografa Sebastiãa Salgada  . V soutěži Nikon Photo Contest 2016-2017 bylo její dílo The Vanishing Moken Fishing vybráno jako „Velká cena účastníků soutěže“. Získala Grand Prize and Excellence Award na International Photography Awards 2017 a 2018.